# US-amerikanische Badmintonmeisterschaft

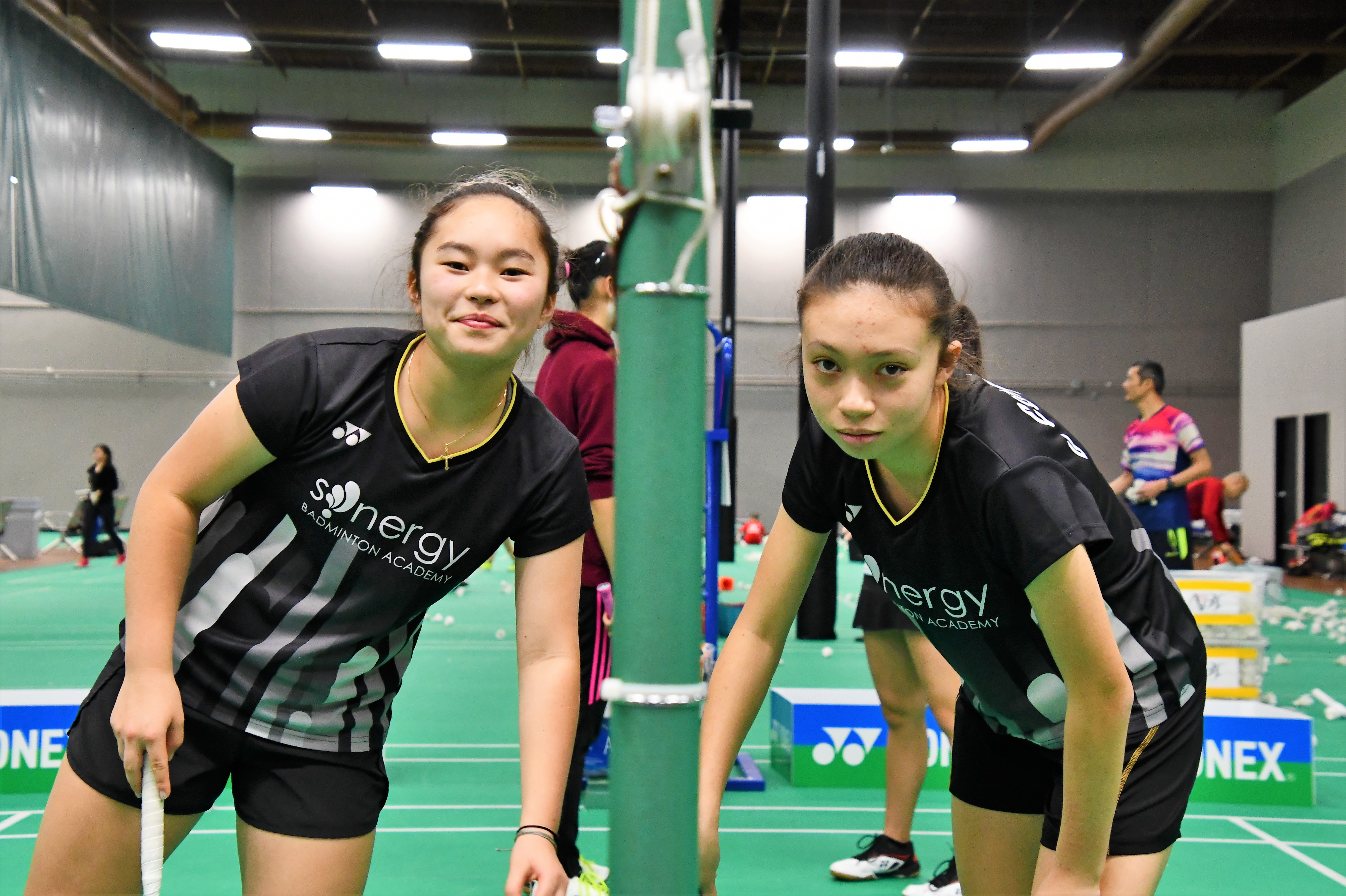
Allison Lee und Francesca Corbett 2019

USA-Meisterschaften im Badminton werden seit 1937 ausgetragen. Das Turnier fand während des Zweiten Weltkriegs und im Jahr unmittelbar danach nicht statt. Von 1954 bis 1969 waren die Meisterschaften offen für internationale Teilnehmer, und auch 1973 wurden die nationalen Titelträger mit internationaler Beteiligung ermittelt, wodurch in diesen Jahren die US Open und die nationalen Titelkämpfe identisch waren.

## Austragungsorte
| Saison | Ort               |
| ------ | ----------------- |
| 1937   | Chicago, IL       |
| 1938   | Philadelphia, PA  |
| 1939   | New York City, NY |
| 1940   | Seattle, WA       |
| 1941   | Cleveland, OH     |
| 1942   | Durham, NC        |
| 1947   | Los Angeles, CA   |
| 1948   | Waco, TX          |
| 1949   | Chicago, IL       |
| 1950   | Baltimore, MD     |
| 1951   | Dallas, TX        |
| 1952   | Seattle, WA       |
| 1953   | Boston, MA        |
| 1954   | Niagara Falls, NY |
| 1955   | Long Beach, CA    |
| 1956   | Philadelphia, PA  |

| Saison | Ort                |
| ------ | ------------------ |
| 1957   | Spokane, WA        |
| 1958   | Boston, MA         |
| 1959   | Detroit, MI        |
| 1960   | Hillside, IL       |
| 1961   | Long Beach, CA     |
| 1962   | Indiantown Gap, PA |
| 1963   | Baltimore, MD      |
| 1964   | San Diego, CA      |
| 1965   | New Orleans, LA    |
| 1966   | New Britain, CT    |
| 1967   | Flint, MI          |
| 1968   | Fullerton, CA      |
| 1969   | Natchitoches, LA   |
| 1970   | Boston, MA         |
| 1971   | Las Vegas, NV      |
| 1972   | Omaha, NE          |

| Saison    | Ort                  |
| --------- | -------------------- |
| 1973      | New Britain, CT      |
| 1974      | Hayward, CA          |
| 1975      | Waukesha, WI         |
| 1976      | Philadelphia, PA     |
| 1977      | San Diego, CA        |
| 1978      | Austin, TX           |
| 1979–1980 | Omaha, NE            |
| 1981      | San José, CA         |
| 1982–1983 | Countryside, IL      |
| 1984–1985 | Atlanta, GA          |
| 1986–1987 | Sunnyvale, CA        |
| 1988–1993 | Colorado Springs, CO |
| 1994–1996 | Atlanta, GA          |
| 1997–2003 | Orange, CA           |
| 2004      | Shreveport, LA       |
| 2005–2007 | Orange, CA           |

| Saison    | Ort                 |
| --------- | ------------------- |
| 2008      | Menlo Park, CA      |
| 2009–2010 | Orange, CA          |
| 2011      | San Carlos, CA      |
| 2012–2013 | Orange, CA          |
| 2014      | Boston, MA          |
| 2015      | Manhattan Beach, CA |
| 2016      | West Palm Beach, FL |
| 2017      | San Diego, CA       |
| 2018      | Mukilteo, WA        |
| 2019      | Pomona, CA          |
| 2021      | Fremont, CA         |
| 2022–2024 | Morrisville, NC     |
| 2025      |                     |
| 2026      |                     |
| 2027      |                     |
| 2028      |                     |

## Die Titelträger
| Saison    | Herreneinzel                | Dameneinzel         | Herrendoppel                              | Damendoppel                              | Mixed                                        |
| --------- | --------------------------- | ------------------- | ----------------------------------------- | ---------------------------------------- | -------------------------------------------- |
| 1937      | Walter R. Kramer            | Bertha Barkhuff     | Don Eversoll Chester Goss                 | Bertha Barkhuff Zoe Smith                | Hamilton Law Bertha Barkhuff                 |
| 1938      | Walter R. Kramer            | Bertha Barkhuff     | Hamilton Law Richard Yeager               | Helen Gibson Wanda Bergman               | Hamilton Law Bertha Barkhuff                 |
| 1939      | David G. Freeman            | Mary Whittemore     | Hamilton Law Richard Yeager               | Bertha Barkhuff Zoe Smith                | Richard Yeager Zoe Smith                     |
| 1940      | David G. Freeman            | Evelyn Boldrick     | David G. Freeman Chester Goss             | Elizabeth Anselm Helen Zabriski          | David G. Freeman Sara Lee Williams           |
| 1941      | David G. Freeman            | Thelma Kingsbury    | David G. Freeman Chester Goss             | Thelma Kingsbury Janet Wright            | David G. Freeman Sara Lee Williams           |
| 1942      | David G. Freeman            | Evelyn Boldrick     | David G. Freeman Chester Goss             | Evelyn Boldrick Janet Wright             | David G. Freeman Sara Lee Williams           |
| 1943 1946 | nicht ausgetragen           | nicht ausgetragen   | nicht ausgetragen                         | nicht ausgetragen                        | nicht ausgetragen                            |
| 1947      | David G. Freeman            | Ethel Marshall      | David G. Freeman Webster Kimball          | Thelma Kingsbury Janet Wright            | Wynn Rogers Virginia Hill                    |
| 1948      | David G. Freeman            | Ethel Marshall      | David G. Freeman Wynn Rogers              | Thelma Scovil Janet Wright               | Clinton Stephens Patricia Stephens           |
| 1949      | Marten Mendez               | Ethel Marshall      | Barney McCay Wynn Rogers                  | Thelma Scovil Janet Wright               | Wynn Rogers Loma Smith                       |
| 1950      | Marten Mendez               | Ethel Marshall      | Barney McCay Wynn Rogers                  | Thelma Scovil Janet Wright               | Wynn Rogers Loma Smith                       |
| 1951      | Joe Alston                  | Ethel Marshall      | Joe Alston Wynn Rogers                    | Dorothy Hann Loma Smith                  | Wynn Rogers Loma Smith                       |
| 1952      | Marten Mendez               | Ethel Marshall      | Joe Alston Wynn Rogers                    | Ethel Marshall Beatrice Massman          | Wynn Rogers Helen Tibbetts                   |
| 1953      | David G. Freeman            | Ethel Marshall      | Joe Alston Wynn Rogers                    | Judy Devlin Sue Devlin                   | Joe Alston Lois Alston                       |
| 1954      | Eddy Choong                 | Judy Devlin         | Ooi Teik Hock Ong Poh Lim                 | Judy Devlin Susan Devlin                 | Joe Alston Lois Alston                       |
| 1955      | Joe Alston                  | Margaret Varner     | Joe Alston Wynn Rogers                    | Judy Devlin Susan Devlin                 | Wynn Rogers Dorothy Hann                     |
| 1956      | Finn Kobberø                | Judy Devlin         | Finn Kobberø Jørgen Hammergaard Hansen    | Ethel Marshall Beatrice Massman          | Finn Kobberø Judy Devlin                     |
| 1957      | Finn Kobberø                | Judy Devlin         | Finn Kobberø Jørgen Hammergaard Hansen    | Judy Devlin Susan Devlin                 | Finn Kobberø Judy Devlin                     |
| 1958      | Jim Poole                   | Judy Devlin         | Finn Kobberø Jørgen Hammergaard Hansen    | Judy Devlin Susan Devlin                 | Finn Kobberø Jørgen Hammergaard Hansen       |
| 1959      | Tan Joe Hok                 | Judy Devlin         | Teh Kew San Lim Say Hup                   | Judy Devlin Sue Devlin                   | Michael Roche Judy Devlin                    |
| 1960      | Tan Joe Hok                 | Judy Devlin         | Finn Kobberø Charoen Wattanasin           | Judy Devlin Susan Devlin                 | Finn Kobberø Margaret Varner                 |
| 1961      | Jim Poole                   | Judy Hashman        | Joe Alston Wynn Rogers                    | Judy Hashman Sue Peard                   | Wynn Rogers Judy Hashman                     |
| 1962      | Ferry Sonneville            | Judy Hashman        | Joe Alston Wynn Rogers                    | Judy Hashman Patricia Stephens           | Wynn Rogers Judy Hashman                     |
| 1963      | Erland Kops                 | Judy Hashman        | Erland Kops Robert McCoig                 | Judy Hashman Sue Peard                   | Sangob Rattanusorn Margaret Barrand          |
| 1964      | Channarong Ratanaseangsuang | Dorothy O’Neil      | Joe Alston Wynn Rogers                    | Tyna Barinaga Caroline Jensen            | Channarong Ratanaseangsuang Margaret Barrand |
| 1965      | Erland Kops                 | Judy Hashman        | Robert McCoig Tony Jordan                 | Margaret Barrand Jennifer Pritchard      | Robert McCoig Margaret Barrand               |
| 1966      | Tan Aik Huang               | Judy Hashman        | Ng Boon Bee Tan Yee Khan                  | Judy Hashman Sue Peard                   | Wayne Macdonnell Tyna Barinaga               |
| 1967      | Erland Kops                 | Judy Hashman        | Erland Kops Joe Alston                    | Judy Hashman Rosine Jones                | Jim Sydie Judy Hashman                       |
| 1968      | Channarong Ratanaseangsuang | Tyna Barinaga       | Jim Poole Don Paup                        | Tyna Barinaga Helen Tibbetts             | Larry Saben Carlene Starkey                  |
| 1969      | Rudy Hartono                | Minarni             | Ng Boon Bee Punch Gunalan                 | Minarni Retno Koestijah                  | Erland Kops Pernille Mølgaard Hansen         |
| 1970      | Stan Hales                  | Tyna Barinaga       | Don Paup Jim Poole                        | Tyna Barinaga Caroline Hein              | Jim Poole Tyna Barinaga                      |
| 1971      | Stan Hales                  | Diane Hales         | Don Paup Jim Poole                        | Caroline Hein Carlene Starkey            | Don Paup Helen Tibbetts                      |
| 1972      | Chris Kinard                | Pam Brady           | Don Paup Jim Poole                        | Polly Bretzke Pam Brady                  | Thomas Carmichael Pam Brady                  |
| 1973      | Sture Johnsson              | Eva Twedberg        | Jim Poole Don Paup                        | Pam Brady Diane Hales                    | Sture Johnsson Eva Twedberg                  |
| 1974      | Chris Kinard                | Cindy Baker         | Don Paup Jim Poole                        | Pam Brady Diane Hales                    | Mike Walker Judianne Kelly                   |
| 1975      | Mike Adams                  | Judianne Kelly      | Don Paup Jim Poole                        | Diane Hales Carlene Starkey              | Mike Walker Judianne Kelly                   |
| 1976      | Chris Kinard                | Pam Brady           | Don Paup Bruce Pontow                     | Pam Brady Rosine Lemon                   | Mike Walker Judianne Kelly                   |
| 1977      | Chris Kinard                | Pam Brady           | Jim Poole Mike Walker                     | Diana Osterhues Janet Wilts              | Bruce Pontow Pam Brady                       |
| 1978      | Mike Walker                 | Cheryl Carton       | John Britton Charles Coakley              | Diana Osterhues Janet Wilts              | Bruce Pontow Pam Brady                       |
| 1979      | Chris Kinard                | Pam Brady           | Jim Poole Mike Walker                     | Pam Brady Judianne Kelly                 | Mike Walker Judianne Kelly                   |
| 1980      | Gary Higgins                | Cheryl Carton       | Mathew Fogarty Mike Walker                | Pam Brady Judianne Kelly                 | Mike Walker Judianne Kelly                   |
| 1981      | Chris Kinard                | Utami Kinard        | John Britton Gary Higgins                 | Pam Brady Judianne Kelly                 | Danny Brady Pam Brady                        |
| 1982      | Gary Higgins                | Cheryl Carton       | Don Paup Bruce Pontow                     | Pam Brady Judianne Kelly                 | Danny Brady Pam Brady                        |
| 1983      | Rodney Barton               | Cheryl Carton       | John Britton Gary Higgins                 | Pam Brady Judianne Kelly                 | Mike Walker Judianne Kelly                   |
| 1984      | Rodney Barton               | Cheryl Carton       | Mathew Fogarty Bruce Pontow               | Pam Brady Monica Ortez                   | John Britton Cheryl Carton                   |
| 1985      | Chris Jogis                 | Judianne Kelly      | John Britton Gary Higgins                 | Pam Brady Judianne Kelly                 | Mike Walker Judianne Kelly                   |
| 1986      | Chris Jogis                 | Nina Lolk           | Mathew Fogarty Bruce Pontow               | Linda French Nina Lolk                   | Mike Walker Judianne Kelly                   |
| 1987      | Tariq Wadood                | Joy Kitzmiller      | Chris Jogis Benny Lee                     | Linda French Nina Lolk                   | Chris Jogis Linda French                     |
| 1988      | Chris Jogis                 | Joy Kitzmiller      | Chris Jogis Benny Lee                     | Linda French Linda Safarik-Tong          | Chris Jogis Linda French                     |
| 1989      | Tariq Wadood                | Linda Safarik-Tong  | Chris Jogis Benny Lee                     | Linda French Linda Safarik-Tong          | Tariq Wadood Linda French                    |
| 1990      | Chris Jogis                 | Linda Safarik-Tong  | Chris Jogis Benny Lee                     | Ann French Joy Kitzmiller                | Thomas Reidy Traci Britton                   |
| 1991      | Chris Jogis                 | Liz Aronsohn        | John Britton Thomas Reidy                 | Ann French Joy Kitzmiller                | Tariq Wadood Traci Britton                   |
| 1992      | Chris Jogis                 | Joy Kitzmiller      | Benny Lee Thomas Reidy                    | Ann French Joy Kitzmiller                | Andy Chong Linda French                      |
| 1993      | Andy Chong                  | Andrea Andersson    | Benny Lee Thomas Reidy                    | Andrea Andersson Traci Britton           | Andy Chong Linda French                      |
| 1994      | Kevin Han                   | Joy Kitzmiller      | Benny Lee Thomas Reidy                    | Andrea Andersson Liz Aronsohn            | Andy Chong Linda French                      |
| 1995      | Kevin Han                   | Andrea Andersson    | Benny Lee Thomas Reidy                    | Andrea Andersson Liz Aronsohn            | Andy Chong Linda French                      |
| 1996      | Steve Butler                | Yeping Tang         | Kevin Han Thomas Reidy                    | Ann French Kathy Zimmerman               | Andy Chong Yeping Tang                       |
| 1997      | Kevin Han                   | Cindy Shi           | Kevin Han Thomas Reidy                    | Cindy Shi Yeping Tang                    | Trisna Gunadi Eileen Tang                    |
| 1998      | Kevin Han                   | Yeping Tang         | Andy Chong Benny Lee                      | Cindy Shi Yeping Tang                    | Andy Chong Yeping Tang                       |
| 1999      | Kevin Han                   | Yeping Tang         | Kevin Han Alex Liang                      | Cindy Shi Yeping Tang                    | Andy Chong Yeping Tang                       |
| 2000      | Alex Liang                  | Yeping Tang         | Mathew Fogarty Wu Chibing                 | Janis Tan Elie Wu                        | Wu Chibing Melinda Keszthelyi                |
| 2001      | Kevin Han                   | Meiluawati          | Howard Bach Kevin Han                     | Cindy Shi Meiluawati                     | Trisna Gunadi Janis Tan                      |
| 2002      | Kevin Han                   | Meiluawati          | Howard Bach Kevin Han                     | Janis Tan Elie Wu                        | Andy Chong Szilvia Szombati                  |
| 2003      | Howard Bach                 | Meiluawati          | Tony Gunawan Khankham Malaythong          | Meiluawati Eti Tantra                    | Raju Rai Eti Tantra                          |
| 2004      | Raju Rai                    | Lili Zhou           | Howard Bach Kevin Han                     | Grace Peng Yun Lili Zhou                 | Raju Rai Eva Lee                             |
| 2005      | Raju Rai                    | Eva Lee             | Howard Bach Khankham Malaythong           | Eva Lee Mesinee Mangkalakiri             | Khankham Malaythong Mesinee Mangkalakiri     |
| 2006      | Raju Rai                    | Eva Lee             | Howard Bach Khankham Malaythong           | Lee Joo Hyun Grace Peng Yun              | Howard Bach Eva Lee                          |
| 2007      | Howard Bach                 | Lee Joo Hyun        | Howard Bach Khankham Malaythong           | Grace Peng Yun Lee Joo Hyun              | Howard Bach Eva Lee                          |
| 2008      | Raju Rai                    | Lee Joo Hyun        | Howard Bach Khankham Malaythong           | Mona Santoso Lee Joo Hyun                | Chandra Kowi Mona Santoso                    |
| 2009      | Howard Bach                 | Lee Joo Hyun        | Howard Bach Khankham Malaythong           | Mona Santoso Lee Joo Hyun                | Howard Bach Eva Lee                          |
| 2010      | Hock Lai Lee                | Eva Lee             | Howard Bach Raju Rai                      | Grace Peng Yun Lee Joo Hyun              | Howard Bach Eva Lee                          |
| 2011      | Ilian Perez                 | Cee Nantana Ketpura | Howard Bach Tony Gunawan                  | Grace Peng Yun Lee Joo Hyun              | Halim Haryanto Eva Lee                       |
| 2012      | Sattawat Pongnairat         | Bo Rong             | Halim Haryanto Chandra Kowi               | Grace Peng Yun Lee Joo Hyun              | Leonard Holvy de Pauw Grace Peng Yun         |
| 2013      | Hock Lai Lee                | Jamie Subandhi      | Christian Christianto Tony Gunawan        | Eva Lee Paula Obanana                    | Howard Bach Eva Lee                          |
| 2014      | Howard Shu                  | Zhang Beiwen        | Mu He Sarun Vivatpatanakul                | Jing Yu Hong Zhang Beiwen                | Mu He Jing Yu Hong                           |
| 2015      | Sittichai Viboonsin         | Zhang Beiwen        | Leonard Holvy de Pauw Sittichai Viboonsin | Jing Yu Hong Zhang Beiwen                | Halim Haryanto Jing Yu Hong                  |
| 2016      | Charles Gu                  | Zhang Beiwen        | Mu He Ricky Xiu Liuzhou                   | Jing Yu Hong Zhang Beiwen                | Phillip Chew Jamie Subandhi                  |
| 2017      | Mark Alcala                 | Jamie Subandhi      | Leonard Holvy de Pauw Sittichai Viboonsin | Mónika Szőke Tantaree Treeratanakuljarut | Mark Alcala Jamie Subandhi                   |
| 2018      | Dewantoro Pandu             | Jamie Subandhi      | Aries Delos Santos Gabriel Villanueva     | Jing Yu Hong Jamie Subandhi              | Yoga Pratama Jamie Subandhi                  |
| 2019      | Darren Yang                 | Esther Shi          | Phillip Chew Ryan Chew                    | Francesca Corbett Allison Lee            | Vinson Chiu Jamie Subandhi                   |
| 2020      | nicht ausgetragen           | nicht ausgetragen   | nicht ausgetragen                         | nicht ausgetragen                        | nicht ausgetragen                            |
| 2021      | Don Henley Averia           | Jennie Gai          | Vinson Chiu Joshua Yuan                   | Jennie Gai Sanchita Pandey               | Ryan Zheng Sanchita Pandey                   |
| 2022      | Isaac Yang                  | Zhang Beiwen        | Vinson Chiu Joshua Yuan                   | Annie Xu Kerry Xu                        | Vinson Chiu Jennie Gai                       |
| 2023      | Howard Shu                  | Ella Lin            | Arthur Heng Lee Samuel Li                 | Francesca Corbett Allison Lee            | Jeffrey Chang Chloe Ho                       |
| 2024      | Enrico Keoni Asuncion       | Ella Lin            | Hermes Zhi-Yi Chen Presley Smith          | Lauren Lam Allison Lee                   | Presley Smith Jennie Gai                     |